# Gabbro Crest
La Gabbro Crest (in lingua inglese: Cresta del gabbro) è la cresta alta 1.750 m di uno sperone roccioso compreso tra le Sheriff Cliffs e le Vigen Cliffs, sul bordo sudorientale della Saratoga Table del Forrestal Range, nei Monti Pensacola, in Antartide. 
La denominazione è stata assegnata nel 1979 dall'Advisory Committee on Antarctic Names (US-ACAN) su proposta del geologo Arthur B. Ford, dell'United States Geological Survey, in riferimento al gabbro, la tipologia di roccia dominante nel Forrestal Range.